# Xhubleta
Xhubleta, dżubleta – tradycyjna, ręcznie szyta odświętna spódnica pochodząca z górskich rejonów północnej Albanii, współcześnie przeważnie czarna z kolorowymi haftowanymi motywami, o falistym dzwonowatym kształcie.
Tradycja wykonywania xhublety została w 2022 roku pod nazwą Dżubleta, tradycyjny strój kobiecy: umiejętności, rękodzieło i wykorzystanie wpisana na listę niematerialnego dziedzictwa kulturowego wymagającego pilnej ochrony. Nazwa wpisu w języku angielskim to Xhubleta, skills, craftsmanship and forms of usage, zaś w języku albańskim – Xhubleta si teknologji dhe dijebërje artizanale dhe format e përdorimit të saj.

## Charakterystyka

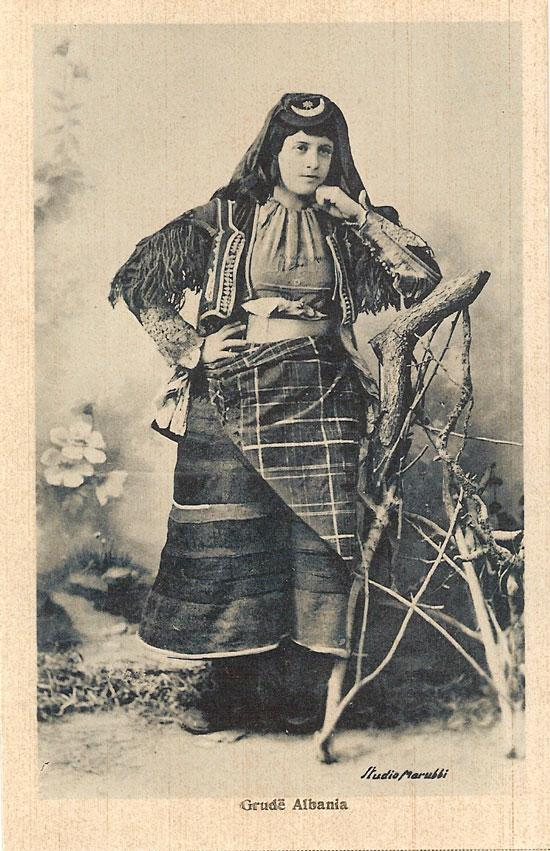
Kobieta ze wsi Grudë ubrana w dżubletę (II połowa XIX wieku)

Xhubleta znana jest jako tradycyjny element wyróżniający kobiety z regionu Gór Północnoalbańskich (Alp Albańskich) w północnej części tego kraju. Spódnica znana jest również wśród albańskich społeczności z Kosowa, Czarnogóry i Macedonii Północnej. Ma najprawdopodobniej starożytne pochodzenie – w podobne stroje ubrane były figurki z tego okresu znajdowane w basenie Morza Śródziemnego (w tym w nieodległej Bośni i Hercegowinie).
Istnieją dwa główne warianty dżublety obejmujące dwa regiony geograficzne: pierwszy wariant jest rozpowszechniony w rejonie Malësi e Madhe na północ od Szkodry oraz wśród górali wysiedlonych z tych terenów i zamieszkujących m.in. okolice miasta Ulcinj (plemiona Triepsh i Hot) i Tuzi w Czarnogórze, okolice Velipojë i Lezhy w Albanii oraz region Rugova w Kosowie. Drugi wariant stroju (xhubleta pultake) rozpowszechniony jest na północny wschód od Szkodry (w rejonach Dukagjin, Pult, Shllak i Temal), a także w pasie od gminy Puka do regionu Nikaj-Mërtur w gminie Tropojë.
Proces wytwarzania spódnicy obejmuje przygotowanie tkanego filcu (szajaku) z wełny pozyskiwanej od lokalnych ras owiec, następnie pocięcie go w paski, które zszywa się poziomo ze sobą, a na koniec haftuje ozdobne wzory. Strój ten niegdyś noszony był przez kobiety na co dzień od okresu dojrzewania i wskazywał na ich status ekonomiczny i społeczny. W przeszłości umiejętność wykonywania i tradycja noszenia xhublety były przekazywane z pokolenia na pokolenie, gdyż strój ten był elementem posagu wychodzących za mąż dziewcząt.
Począwszy od lat 60. XX wieku ze względów społeczno-politycznych i ekonomicznych popularność noszenia dżublety znacząco zmalała. Polityka władz Albanii prowadzona w okresie komunizmu przyniosła zmiany w codziennym życiu górskich społeczności oraz zmieniła tradycyjne wzorce kulturowe. Gdy kobiety zaczęły pracować w państwowych spółdzielniach rolniczych, strój stał się niepraktyczny na co dzień, a dodatkowo przymusowa kolektywizacja rolnictwa doprowadziła do niedoboru owczej wełny – surowca do produkcji xhublety. Zaprzestano również organizowania tradycyjnego festiwalu Logu i Bjeshkëve, na którym kobiety często przywdziewały dżubletę.
Po okresie przemian ustrojowych na początku lat 90. XX wieku, powrócono do tradycji Logu i Bjeshkëve organizowanej odtąd w wiosce Lëpushë w gminie Malësi e Madhe, w obwodzie Szkodra. Festiwal jest miejscem integracji społeczności oraz stanowi możliwość promocji regionu i jego dziedzictwa, w tym spódnicy xhublety.
Współcześnie już niewiele kobiet, głównie starszych, ma wiedzę na temat wytwarzania xhublety, a transmisja rodzinna tej tradycji jest rzadkością. Ubiór ten – choć wyszedł z codziennego użytku – zachował jednak swoje społeczne i duchowe znaczenie i wciąż stanowi integralną część tożsamości społeczności Alp Albańskich. Spódnica noszona jest zarówno przez muzułmańską, jak i chrześcijańską ludność tego regionu, co jest symbolem harmonii religijnej.